# جام باشگاه‌های تهران ۱۳۶۱
جام باشگاه‌های تهران ۱۳۶۱ دوره‌ای از مسابقات جام باشگاه‌های تهران بود که با حضور هجده تیم انجام شد. این مسابقات اسفند سال ۱۳۶۰ آغاز شد و اواخر بهمن ۱۳۶۱ به پایان رسید. تیم پرسپولیس با کسب ۳۰ امتیاز در این دوره از بازیها به مقام قهرمانی رسید.
تیم استقلال دوم شد و تیم اکباتان نیز عنوان سومی را کسب کرد. از شگفتی‌های این جام زدن ۶ گل دریک بازی توسط گلزن شناخته شده آن سال کامل انجینی بازیکن تیم تهرانجوان به تیم وحدت بود که در تاریخ فوتبال ایران بی‌سابقه است.

## جدول رده‌بندی
| رتبه | باشگاه      | بازی | برد | مساوی | باخت | گل‌زده | گل‌خورده | امتیاز |
| ---- | ----------- | ---- | --- | ----- | ---- | ----- | ------- | ------ |
| ۱    | پرسپولیس    | ۱۷   | ۱۳  | ۴     | ۰    | ۳۹    | ۵       | ۳۰     |
| ۲    | استقلال     | ۱۷   | ۱۱  | ۵     | ۱    | ۳۲    | ۱۱      | ۲۷     |
| ۳    | اکباتان     | ۱۷   | ۱۰  | ۴     | ۳    | ۲۵    | ۱۲      | ۲۴     |
| ۴    | هما         | ۱۷   | ۸   | ۶     | ۳    | ۲۰    | ۱۱      | ۲۲     |
| ۵    | تهران‌جوان   | ۱۷   | ۸   | ۴     | ۵    | ۲۴    | ۱۵      | ۲۰     |
| ۶    | شاهین       | ۱۷   | ۸   | ۳     | ۶    | ۲۰    | ۱۷      | ۱۹     |
| ۷    | سعدآباد     | ۱۷   | ۶   | ۷     | ۴    | ۱۳    | ۱۲      | ۱۹     |
| ۸    | نفت         | ۱۷   | ۸   | ۲     | ۷    | ۱۶    | ۱۸      | ۱۸     |
| ۹    | راه‌آهن      | ۱۷   | ۵   | ۸     | ۴    | ۱۳    | ۱۵      | ۱۸     |
| ۱۰   | دارایی      | ۱۷   | ۵   | ۷     | ۵    | ۱۳    | ۱۲      | ۱۷     |
| ۱۱   | بوتان       | ۱۷   | ۵   | ۶     | ۶    | ۱۶    | ۱۴      | ۱۶     |
| ۱۲   | آرارات      | ۱۷   | ۴   | ۸     | ۵    | ۱۳    | ۲۰      | ۱۶     |
| ۱۳   | بانک ملی    | ۱۷   | ۴   | ۶     | ۷    | ۱۴    | ۱۹      | ۱۴     |
| ۱۴   | برق         | ۱۷   | ۴   | ۶     | ۷    | ۶     | ۲۳      | ۱۴     |
| ۱۷   | نیروی زمینی | ۱۷   | ۴   | ۵     | ۸    | ۱۶    | ۲۱      | ۱۳     |
| ۱۶   | کیان        | ۱۷   | ۰   | ۷     | ۱۰   | ۶     | ۲۲      | ۷      |
| ۱۷   | نیرومند     | ۱۷   | ۲   | ۲     | ۱۳   | ۱۲    | ۲۷      | ۶      |
| ۱۸   | وحدت        | ۱۷   | ۱   | ۴     | ۱۲   | ۵     | ۲۳      | ۶      |

منبع

## گلزنان برتر
| # | گلزنان        | تعداد گل | تیم       |
| - | ------------- | -------- | --------- |
| ۱ | علی پروین     | ۱۵       | پرسپولیس  |
| ۲ | کامل انجینی   | ۱۳       | تهران‌جوان |
| ۳ | حمید علیدوستی | ۱۲       | هما       |

منبع